# Brinckochrysa turgida
Brinckochrysa turgida är en insektsart som först beskrevs av C.-k. Yang och X.-x. Wang 1990.  Brinckochrysa turgida ingår i släktet Brinckochrysa och familjen guldögonsländor. Inga underarter finns listade i Catalogue of Life.